# Paradoxe français
 (janvier 2015).
Ne doit pas être confondu avec Un paradoxe français.
Pour les articles homonymes, voir Paradoxe et Français (homonymie).
Le paradoxe français (French paradox, en anglais) désigne l'étude épidémiologique française d'une supposée contradiction (contestée, controversée, et complexe à prouver) entre la richesse en matières grasses et en vin rouge de la cuisine gasconne du Sud-Ouest de la France (étendue au régime méditerranéen) et la relative bonne santé publique paradoxale des Français du Sud-Ouest en matière de maladie cardiovasculaire.

## Historique
L'expression « paradoxe français » est créée en 1981 par les épidémiologistes français de l'Institut national de la santé et de la recherche médicale (INSERM) Jacques-Lucien Richard, François Cambien, et Pierre Ducimetière, après avoir étudié et comparé les niveaux de maladie cardiovasculaire et de consommation de matières grasses en France. Elle est reprise et soutenue entre autres par Serge Renaud (médecin-nutritionniste) et ses ouvrages Le Régime santé de 1998 et Le Régime crétois de 2004, et par ses partenaires scientifiques Michel de Lorgeril (cardiologue) et Patricia Salen (diététicienne nutritionniste) avec, en particulier, leur ouvrage Prévenir l'infarctus et l'accident vasculaire cérébral de 2011, et leur « étude du régime alimentaire méditerranéen cardiologique des Hospices civils de Lyon » de 1994, auprès de deux groupes de 600 patients ayant subi un infarctus du myocarde.

## Théorie contestée des bienfaits du vin rouge

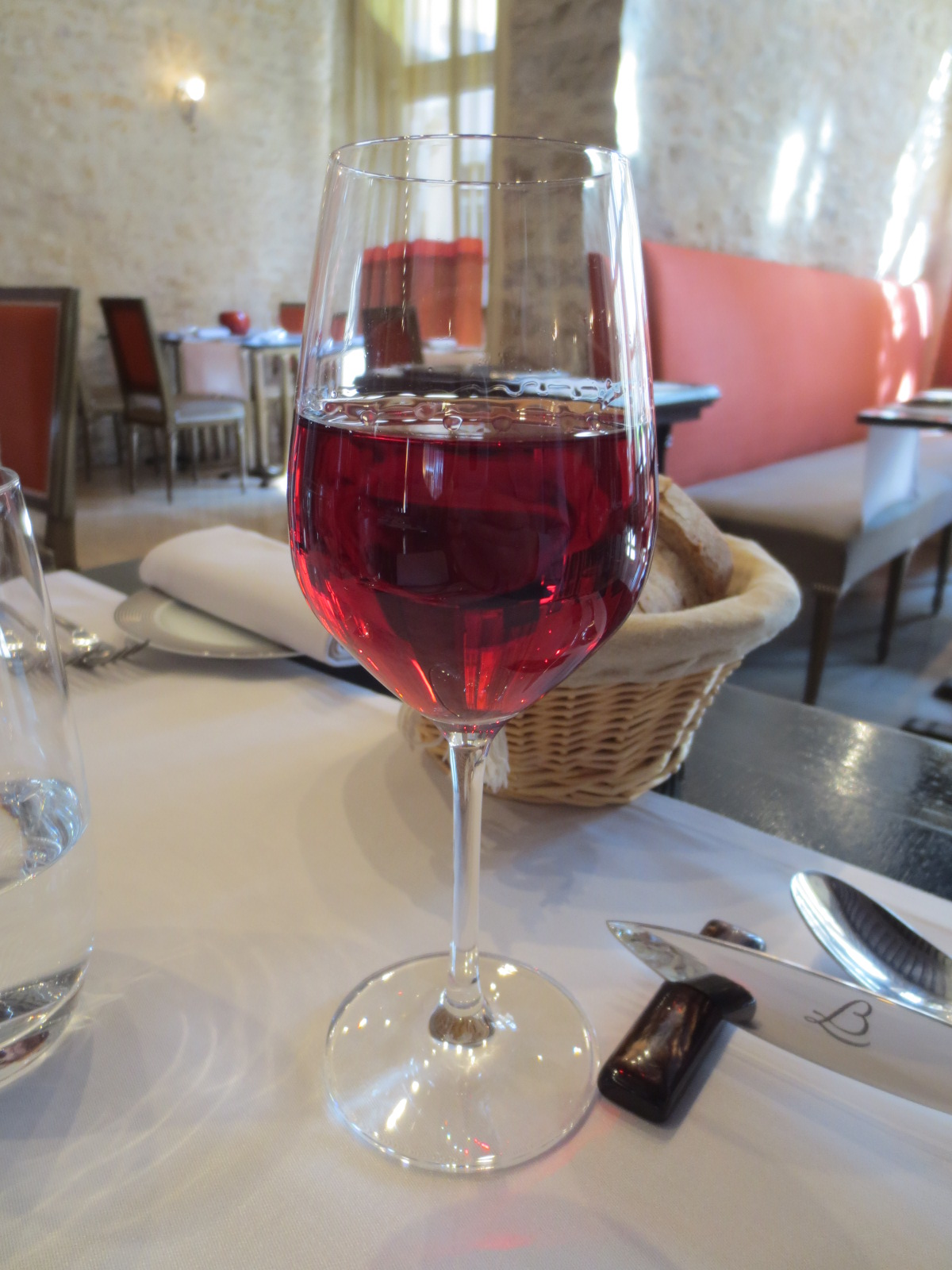
Verre de vin rouge français.

Le régime méditerranéen préconise une consommation modérée de vin rouge dont le rôle antioxydant du polyphénol (et delphinidine) serait bénéfique pour les maladies cardiovasculaires,,.
Malgré tout, plusieurs études et hypothèses non exclusives les unes des autres se sont concurrencées jusqu'en août 2018. Depuis cette date, la communauté scientifique s'accorde à dire, dans la lignée des recherches publiées par The Lancet, que l'alcool, y compris du vin, ne peut en aucun cas être bénéfique pour la santé, même à dose très faible. Cette étude porte sur les habitants de 195 pays et s'étend sur une période de 25 ans. Elle s'intitule Alcohol use and burden for 195 countries and territories, 1990–2016: a systematic analysis for the Global Burden of Disease Study.
Le vin rouge, comme d'autres produits alimentaires, contient des antioxydants. Une théorie contestée avance que le resvératrol, un des nombreux polyphénols contenus dans certains vins, serait un antioxydant protégeant contre les maladies cardiovasculaires. Plus généralement, l'action potentiellement bénéfique des polyphénols contenus dans le vin rouge (peau et pépins du grain de raisin) était mise en avant. Cette hypothèse s'appuie essentiellement sur des observations in vitro (voir par exemple des travaux de l'INRA publiés en janvier 2010), ou sur des animaux. D'autres auteurs considéraient qu'il s'agissait plutôt de l'action de leurs métabolites et leurs polymères liés aux interactions avec les enzymes digestives, la majorité des polyphénols des vins ne passant pas la barrière intestinale. Cette théorie a longtemps fait débat, et ce d'autant que d'énormes intérêts économiques viticoles sont en jeu. Toutefois, la plupart des études qui concluent à un effet protecteur de la consommation d'alcool sur la santé humaine souffrent d'un biais méthodologique sérieux, puisque sont rangés dans la catégorie des abstinents des personnes ayant arrêté de consommer à cause de problèmes de santé, problèmes de santé pouvant d'ailleurs être dus à une consommation d'alcool anciennement trop élevée. Quelques études limitent la catégorie des abstinents aux abstinents de toujours, relativement rares dans la population concernée, et ne retrouvent alors pas cet effet protecteur. Le petit nombre d'études reposant sur une méthodologie correcte ne permet pas de confirmer la théorie des bienfaits de l'alcool en général et du vin rouge en particulier. L'alcool est par ailleurs responsable de pathologies nombreuses.

## Controverse
En 1999, Malcolm Law et Nicholas Wald ont publié une étude dans le British Medical Journal – dont les données sont issues d'une étude de 1994 sur l'alcool et l'alimentation – pour expliquer que le paradoxe français pourrait n'être qu'une illusion, causée par deux distorsions statistiques.
Premièrement, ils attribuent environ 20 % de la différence des taux de maladies cardiovasculaires entre la France et le Royaume-Uni à un taux de déclaration de celles-ci inférieur en France par rapport au Royaume-Uni.
Ensuite, ils présentent une hypothèse de délai d'apparition : s'il existe un délai entre une augmentation des taux de cholestérol et une augmentation de maladie coronarienne, alors le taux de mortalité actuel dû aux maladies cardiovasculaires est plus probablement lié aux taux de cholestérol et à la consommation de matières grasses animales antérieurs (délai estimé à 30 ans). L'augmentation des taux de cholestérol et de la consommation de matières grasses animales est plus récente en France qu'au Royaume-Uni (la consommation française a augmenté jusqu'au niveau anglais entre les années 1970 et 1980). Les auteurs citent le Japon, dont l'augmentation de la consommation de matières grasses animales et des taux de cholestérol entre 1965-1970 et 1988-1990 n'a pas encore entraîné d'augmentation des maladies cardiovasculaires en 1992.